# Leegkerk
Leegkerk est un village de la commune néerlandaise de Groningue, situé dans la province de Groningue.
Établi à l'ouest de la ville de Groningue, le village est célèbre pour son église dont certaines parties remontent au XIIIe siècle et qui a été l'objet d'une reconstruction au XVIe siècle.
Leegkerk faisait partie de la commune de Hoogkerk avant 1969, date à laquelle celle-ci a été intégrée à Groningue.